# ان‌جی‌سی ۴۱۳۸
ان‌جی‌سی ۴۱۳۸ (انگلیسی: NGC 4138) نام یک کهکشان در صورت فلکی تازی‌ها است.